# Storberget-Renberget
Storberget-Renberget är ett naturreservat i Arvidsjaurs kommun i Norrbottens län.
Området är naturskyddat sedan 2009 och är 3,5 kvadratkilometer stort. Reservatet omfattar Storberget och Renberget med dess norrsluttningar samt myrmarker norr om dessa. Reservatet består av urskogsartad granskog i de högre partierna och björk i branterna.